# Orthonama dicymanta
Orthonama dicymanta är en fjärilsart som beskrevs av Louis Beethoven Prout 1929. Orthonama dicymanta ingår i släktet Orthonama och familjen mätare. Inga underarter finns listade i Catalogue of Life.